# Melanchra pallida
Melanchra pallida là một loài bướm đêm trong họ Noctuidae.